# Von Sydow (1850)
von Sydow, officiellt HM kanonbåt von Sydow, var en 2:a klass kanonbåt i svenska flottan. Hon byggdes av Stockholms örlogsvarv och sjösattes 1850. Hon var byggd helt i trä och var från början avsedd att vara bogserbåt för kanonbåtar. Hon blev prototyp för efterföljande 2:a klassens kanonbåtar. Användes för sjömätningar 1852–1862 och byggdes om till ambulansfartyg 1869. Hon utrangerades 1882.